# مقاطعة بيدل (داكوتا الجنوبية)
بيدل (بالإنجليزية: Beadle)‏ هي إحدى مقاطعات ولاية داكوتا الجنوبية في الولايات المتحدة الأمريكية.